# Fédération égyptienne de football

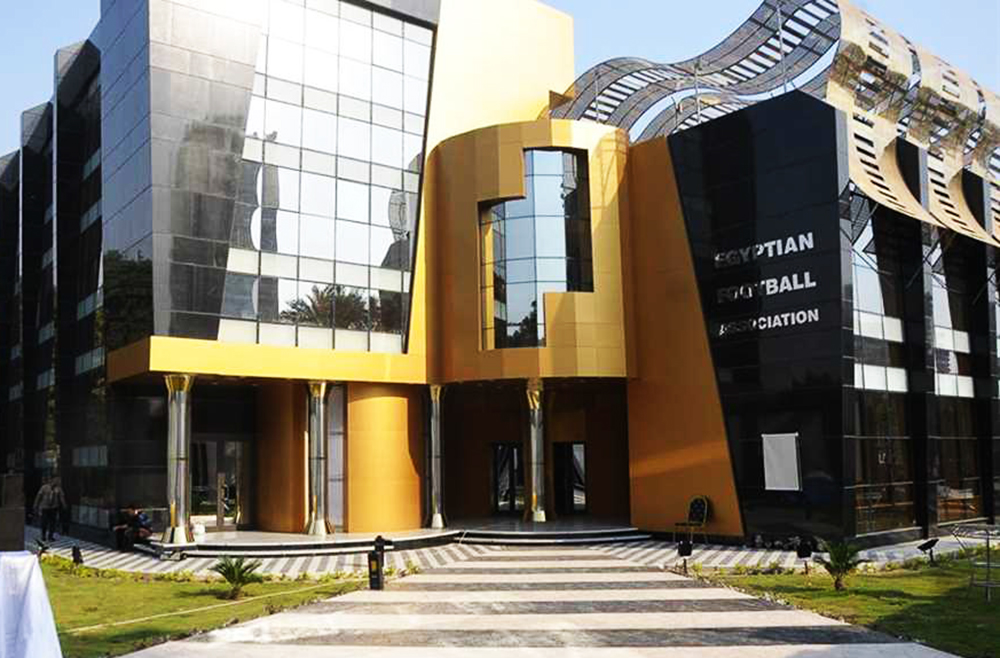
Siège de l'EFA en 2016

La Fédération d'Égypte de football (arabe : الاتحاد المصري لكرة القدم) (en anglais : Egyptian Football Association ou EFA) est une association regroupant les clubs de football d'Égypte et organisant les compétitions nationales et les matchs internationaux de la sélection d'Égypte.
La fédération nationale d'Égypte est fondée en 1921. Elle est affiliée à la FIFA depuis 1923 et est membre de la CAF depuis 1957.

## Présidents
- 1952-1959: Abdelaziz Salem
- 1959- ? : Abdel Hakim Amer
- 2016-2019: Hany Abo Rida
- 2024- : Hany Abo Rida